# USS Texas (CGN-39)
El USS Texas (DLGN/CGN-39) fue el segundo crucero de la clase Virginia de cruceros lanzamisiles de propulsión nuclear. Fue el tercer buque en recibir su nombre en honor al estado de Texas.

## Construcción
La quilla del Texas, fue puesta sobre las gradas en Newport News, Virginia el 18 de agosto de 1973, en los astilleros de Northrop Grumman. Fue inicialmente diseñado como un destructor líder lanzamisiles, pero fue reclasificado como crucero lanzamisiles, y se le dio la clasificación de casco CGN-39 el 30 de junio de 1975. Fue botado el 9 de agosto de 1975, amadrinado por Dolph Briscoe, esposa del entonces gobernador de Texas, fue asignado el 10 de septiembre de 1977 bajo el mando del capitán Peter B. Fiedler.

## Historia
Las siguientes nueve semanas, se comprobó el sistema de combate del buque, el Texas cargó sus armas en la base naval de armamento de Yorktown Naval Weapons en octubre y comenzó su entrenamiento en la bahía de Guantánamo, Cuba, en noviembre. El Texas pasó los primeros tres meses de 1978 realizandos pruebas de mar de su propulsión, y sistemas de armamento en los cabos de Virginia, y en el Caribe. El 28 de marzo, entró en el astillero de Newport News para realizar una evaluación post pruebas de mar, la cual, fue completada el 31 de julio. El resto de 1978, lo pasó realizando ejercicios en solitario a lo largo de la costa este y Roosevelt Roads, Puerto Rico, intercalado con periodos en su puerto base en Norfolk (Virginia).
El primer despliegue del Texas fue con el grupo de combate del USS Nimitz en el Mediterráneo y norte del mar de Arabia, durante la crisis de los rehenes en Irán. También sirvió como buque insignia para el mando del grupo uno de cruceros-destructores. El segundo despliegue del buque, fue de nuevo con el grupo de combate del USS Nimitz operando en el mediterráneo. Durante este periodo, el Texas entró por primera vez en combate al responder a la agresión libia en el Golfo de Sidra.

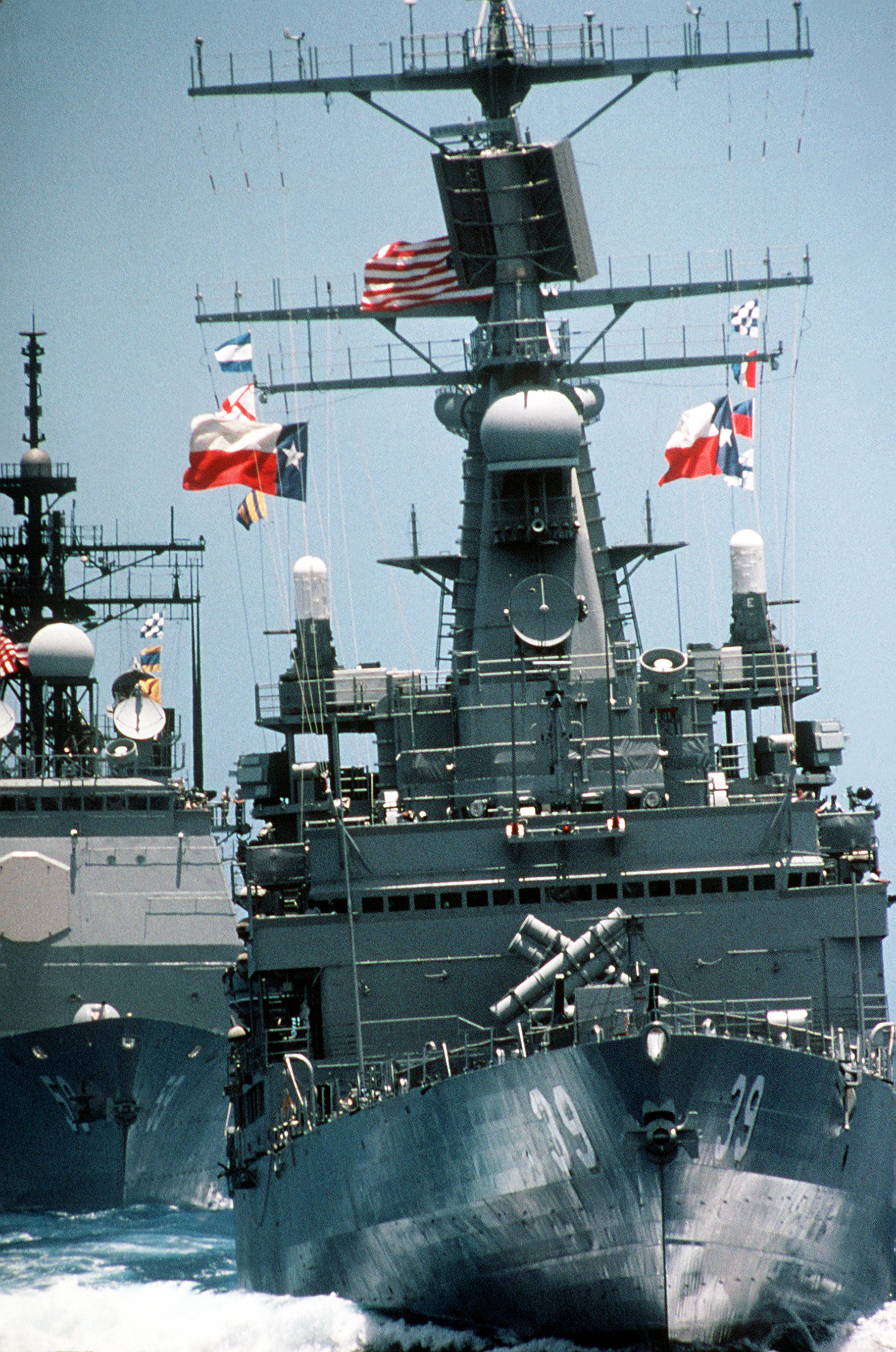
USS Texas delante del mientras enarbola la bandera de Texas.

El tercer despliegue del Texas' fue con el grupo de combate del USS Carl Vinson (CVN-70), e incluyó un crucero alrededor del mundo, en el que visitó todos los continentes excepto Sudamérica, y navegó por todos los océanos excepto el Ártico. El viaje, también incluía un cambio de Puerto base a San Diego (California), desde Norfolk, Virginia. El Texas pasó la primera parte del año siguiente operando en el golfo Pérsico y el mar arábigo, para retornar posteriormente a San Diego. Después, comenzó los preparativos para cambiar su Puerto base a Bremerton (Washington), para realizar una revisión completa. Entró en el dique seco del astillero Puget Sound Naval en septiembre, y allí permaneció hasta abril de 1987. La revisión, incluía la instalación de misiles Tomahawk, para lo cual, era necesaria la eliminación del hangar y plataforma de apontaje.
Tras cambiar su puerto base a Alameda (California), el Texas fue desplegado de nuevo con el grupo de combate del USS Carl Vinson para las Westpac 1988 como buque de mando antiaéreo. Este cuarto gran despliegue, incluyó visitas a los puertos de Singapur, Bahía de Súbic, Hawái, Tailandia, Hong Kong y Kenia. En 1989, el Texas realizó operaciones en aguas estadounidenses y una revisión rutinaria en el astillero Hunters Point Naval de San Francisco. A finales de año, fue destacado a operaciones contra el narcotráfico en las costas de Sudamérica.
En febrero de 1991, el Texas comenzó su sexto despliegue en ruta al mar de Arabia, en el cual, sirvió como mando de antiaéreos del grupo de combate del USS Nimitz. Adicionalmente, sirvió como buque nodriza en operaciones de contraminado en la costa de Kuwait, proporcionando soporte logístico a varios dragaminas. Retornó a San Francisco en agosto de ese mismo año. En abril de 1992, el Texas realizó su segunda misión contra el narcotráfico, en la cual, visitó puertos de Ecuador y Panamá.

## Baja
El Texas fue puesto en reserva el 31 de mayo de 1993, posteriormente, fue dado de baja y su nombre borrado del registro naval de buques el 16 de julio de 1993. El Texas entró en el programa de reciclaje de buques y submarinos nucleares en el astillero de  Puget Sound el 1 de octubre de 1999.